# Giorgio Venturini
Giorgio Venturini (* 11. März 1908 in Florenz; † 15. März 1984 in Rom) war ein italienischer Filmproduzent und -regisseur.

## Leben
Venturini interessierte sich bereits zu Hochschulzeiten für das Theater und war als Regisseur und Autor („La storia del soldatino Piccino Picciò“) aktiv; daneben organisierte er Veranstaltungen, darunter die florentiner Sektion des faschistischen Hochschultheaters. Auch während der kurzlebigen Republik von Salò war Venturini organisatorisch im Kulturbereich tätig. Nach der Befreiung galt er als politisch kompromittiert und verlegte sich auf die Produktion von Filmen, die er zunächst preisgünstig in den Studios der Mailänder ICET und anschließend eigenen Räumlichkeiten bei der FERT in Turin herstellte. Vor allem Melodramen standen ab 1948 auf der Liste seiner Produktionen; immer mehr kamen aber auch farbenprächtige Abenteuer- und Kostümfilme heraus, die Regisseure wie Vittorio Cottafavi, Fernando Cerchio oder Gianni Vernuccio inszenierten. 1955 war der vom US-Amerikaner Lewis Milestone inszenierte Geständnisse einer Frau ein schwerer finanzieller Verlust, der Venturini zwang, deutlich weniger und wieder kostengünstigere Filme drehen zu lassen. Ab Mitte der 1960er Jahre wurden seine Aktivitäten immer sporadischer, bis sie 1983 kurz vor seinem Tode schließlich endeten.
Als Giorgio Rivalta war Venturini mehrfach verantwortlicher Regisseur für die italienische Fassung international produzierter Filme oder Ko-Regisseur bei Genrewerken. Dem Unterhaltungskino ordnete er auch diese Werke, die von handwerklicher Sicherheit und gekonnter Machart zeugen, unter. Sein einziger Film in alleiniger Regie, La venere di Chironea, war ebenfalls eine mit mythologischen Facetten angereichertes Abenteuergeschichte.

## Filmografie (Auswahl)
Produzent
- 1953: Abenteuer der Lady de Winter (Il boia di lilla)
- 1953: Die Geliebte (Traviata '53)
- 1953: Die Sklavin von Venedig (I piombi di Venezia)
- 1953: Der Tempelschatz von Bengalen (Il tesoro di Bengala)
- 1954: Der geheimnisvolle Gefangene (Il prigioniero del re)
- 1954: In den Klauen der Vergangenheit (Avanzi in galera)
- 1954: Die schwarzen Teufel von Romangai (La vendetta dei Tughs)
- 1954: Die Tempelwürger von Bangkok (I misteri della giungla nera)
- 1955: Geständnisse einer Frau (La vedova X)
- 1962: Cleopatra, die nackte Königin vom Nil (Una regina per Cesare)
- 1968: Das Geheimnis der jungen Witwe (La morte non ha stesso)
- 1968: Das Geschlecht der Engel (Il sesso degli angeli)
- 1979: Kampf um die 5. Galaxis (L'umanoide)

Regisseur & Produzent
- 1954: Il prigionero del re (italienische Version)
- 1957: La venere di Chironea
- 1959: Aufstand der Tscherkessen (I cosacchi) (Ko-Regie)
- 1960: Die Frau der Pharaonen (La donna dei faraoni) (Ko-Regie)
- 1962: Äneas, Held von Troja (La leggenda di Enea) (Ko-Regie)